# Caterina Vitale
Caterina Vitale (maltais : Katarina Vitale ; 1566-1619) est une pharmacienne et chimiste à Malte et la première pharmacienne de l'ordre de Saint-Jean de Jérusalem.

## Biographie
Caterina Vitale est originaire de Grèce. Alors qu’elle est adolescente, elle épouse Ettore Vitale, pharmacien des Hospitaliers. À sa mort en 1590, elle hérite sa pharmacie et sa tâche de fournir des médicaments à la Sacra Infermeria,. Elle est alors une femme d’affaires prospère, connue comme une bienfaitrice des Carmélites.
Occupant une position peu commune pour une femme, elle était une personne controversée et faisait l'objet de légendes, de calomnies et de rumeurs. Elle est accusée de maltraiter ses esclaves, de se prostituer et même de faire chanter les chevaliers, ses amants et clients,,.
Elle arrache sa fille Isabellica au couvent des Carmélites car elle accuse le chevalier Fra Jean-Paul de Lascaris-Castellar d'être l'amant des religieuses. Celle-ci se mariera finalement avec Centorio Cagnolo.
Elle meurt en 1619 à Syracuse et son corps est inhumé à La Valette à l'église du Carmel. Elle lègue une partie de sa fortune et sa propriété Selmun Palace (en) au Monte della Redenzione degli Schiavi (en) qui œuvre pour libérer les Maltais tombés en esclavage. Elle fait aussi des legs à l'ordre de Malte, à sa nièce, aux Carmélites, à l'Église grecque, mais ne laisse rien à sa fille.